# Stereo•Rama
Stereo•Rama è un sistema di visione stereoscopica composto di visori che utilizzano come supporto dischetti di cartoncino contenenti coppie di diapositive stereoscopiche parallele, su imitazione del più noto sistema statunitense View-Master e con esso compatibile. Il sistema fu prodotto tra gli anni cinquanta e sessanta del XX secolo da diverse aziende italiane con sede a Milano o nei suoi dintorni: la I.F.A.S., la Stereo•Rama, la Generalstereo, la Bromostampa e infine la Technofilm. Unitamente al Meoskop, prodotto dalla Meopta in Cecoslovacchia, lo Stereo•Rama è uno dei più popolari cloni del più noto sistema View-Master.

## Storia
Lo Stereo•Rama veniva inizialmente prodotto dalla ditta I.F.A.S. (Industria Foto-ottica Apparecchi Stereoscopici) di Ossona, una città a 20 km dal centro di Milano a partire dal 1955. In questi anni la Sawyer's fece causa nei confronti della società italiana, il 22 maggio 1958 il tribunale di Milano condannò la I.F.A.S. a ritirare e distruggere i prodotti e il materiale pubblicitario entro l'8 gennaio 1960. Probabilmente a causa di questo, nel 1958 o 1959 il produttore diviene omonimo del prodotto, quando viene fondata la compagnia milanese Stereo•Rama, che andrà a sostituire la I.F.A.S., mentre la distribuzione viene curata dalla Generalstereo, con l'esclusiva per il mercato italiano. Alla fine del 1959 il prodotto passa in mano alla Bromostampa di Arcore e infine, a partire dal 1960, alla Technofilm di Milano, che deterrà il marchio fino alla fine della sua produzione, avveuta nella seconda metà degli anni sessanta.

## I visori
Per il sistema Stereo•Rama venne realizzata una serie di visori di ottima qualità, il cui design stesso viene considerato originale e caratteristico dell'epoca. Ne vennero realizzati due modelli con delle varianti. Del primo modello, in bachelite, ne vennero realizzate tra versioni: lo "Standard", di colore marrone scuro, marrone marmorizzato o nero, simile al Model E della View-Master, ma chiuso con bulloni e dadi, che ne permetteva lo smontaggio, riportava la dicitura "i.f.a.s Ossona-Milano Made in Italy" impressa sul fronte dell'apparecchio; lo "Special", di colore marrone chiaro, era dotato di messa a fuoco regolabile, così come il Model D della View-Master o lo Stereoclic Bruguiere; il "De Luxe", combinava la messa a fuoco del precedente con una qualità delle lenti migliore, con un ingrandimento dichiarato di 8x.
Negli anni sessanta venne infine prodotto un modello in plastica di color crema o, più raramente, azzurro e bicolore giallo e nero, equivalente del Model G View-Master, che divenne il visore standard Stereo•Rama. Inoltre, in Francia, la Bruguière distribuì alcuni visori di propria fabbricazione e un tipo, prodotto dalla Offrimex, venne distribuito con il nome Stereomax, oggi molto raro, che differisce dagli altri per il posizionamento dei dischetti, che vengono inseriti orizzontalmente anziché verticalmente, e sono visibili grazie a degli specchi posizionati a 45°, similmente al visore australiano Sight-Seer e a un tardo visore View-Master degli anni novanta prodotto dalla Mattel/Fisher-Price, convertibile in binocolo.

## I dischetti
Il sistema utilizzava il medesimo formato dei dischetti View-Master, che potevano essere visualizzati anche con gli stereoscopi Stereo•Rama, ma vennero realizzati anche dischetti italiani appositamente per questo sistema. I dischetti Stereo•Rama venivano realizzati utilizzando pellicola Kodachrome, che ne ha permesso un'ottima conservazione, tanto che i colori e la brillantezza sono rimasti inalterati nel tempo.
I dischetti prodotti dalla I.F.A.S. erano inizialmente di colore bianco, in seguitò passò a produrli di colore giallo, mantenendo per un periodo in produzioni entrambi i tipi sui medesimi soggetti. Le bustine che li contenevano imitavano la grafica a "onde" delle bustine della View-Master e i medesimi colori blu e bianco o rosso e bianco. Probabilmente a causa della causa intentata dalla Sawyer's, tali disegni successivamente vennero sostituiti dal disegno Stereo•Rama rosso e bianco e con il marchio I.F.A.S. sul retro. Delle bustine nere e gialle venivano invece utilizzate per i dischetti venduti all'estero. In particolare in Francia, in seguito a un accorto tra la Technofilm e la Bruguière (produttrice dello stereoscopio Stereoclic a schede rettangolari), furono distribuiti svariati dischetti derivati dalle stereocarte francesi. Lo Stereo•Rama era inoltre distribuito anche in Spagna, dove la Technofilm concesse la licenza alla Estereocolor, che produsse dischetti contenenti fotografie panoramiche di località iberiche.

## Altri sistemi
Lo Stereo•Rama non è stato il primo produttore italiano di imitazioni del View-Master, dato che un sistema di dischetti similare, ma con immagini leggermente più piccole rispetto all'originale, veniva prodotto dalla ditta S.I.S.E., con il nome Stereo-Cine, già nel 1951, tale ditta tuttavia non produsse anche visori stereoscopici, i cui dischetti potevano essere quindi visionati con i visori originali View-Master. Un'altra ditta italiana, inoltre, la Stereomax, produceva visori e dischetti parallelamente alla Stereo•Rama. Negli anni dieci del XXI secolo, la ditta Imaginarium in collaborazione con l'Agenzia Spaziale Europea ha commercializzato nella sua catena di negozi un visore stereoscopico a dischetti, imitazione del classico View-Master Model L, con il nome di Stereo-Vision ESA Girobserver. Il visore viene venduto fornito di alcuni dischetti di immagini dello spazio.